# Othoes rimmonensis
Othoes rimmonensis är en spindeldjursart som beskrevs av Panouse, Levy och Shulov 1967. Othoes rimmonensis ingår i släktet Othoes och familjen Galeodidae. Inga underarter finns listade i Catalogue of Life.